# Voor- en Noorderkempenroute
De Voor- en Noorderkempenroute is een toeristische autoroute in Vlaanderen. De 100 kilometer lange route was bewegwijzerd met zeshoekige blauwwitte borden. De route doet Schilde, Brasschaat, Kalmthout, Essen, Wuustwezel, Brecht, Zoersel en Malle aan.